# 髙野蓮
髙野 蓮（たかの れん、1996年7月19日 - ）は、ジャパンラグビーリーグワン花園近鉄ライナーズに所属するラグビーユニオン選手。

## プロフィール
- 福岡県出身[1]。
- ポジションはウィング(WTB)。
- 身長 175 cm、体重 85 kg
- ニックネームはさいブー。
- U20日本代表に選ばれたことがある[2]。
- 7人制日本代表に選ばれたことがある[3]。

## 略歴
鞘ヶ谷ラグビースクールでラグビーを始めた。
2015年、東福岡高校卒業後、同志社大学に入る。なお東福岡高校時代、高校日本代表に選ばれたことがある。
2019年、同志社大学卒業後、近鉄ライナーズ(現・花園近鉄ライナーズ)に加入。
2021年3月13日に行われたジャパンラグビートップチャレンジリーグ第1節の釜石シーウェイブス戦に途中出場で公式戦初出場を果たす。